# Protorthodes
Protorthodes is een geslacht van vlinders van de familie Uilen (Noctuidae), uit de onderfamilie Hadeninae.

## Soorten
- P. akalus Strecker, 1899
- P. alfkenii Grote, 1895
- P. antennata Barnes & McDunnough, 1912
- P. argentoppida McDunnough, 1943
- P. curtica Smith, 1890
- P. daviesi Barnes & Benjamin, 1927
- P. eureka Barnes & Benjamin, 1927
- P. incincta Morrison, 1874
- P. indra Smith, 1906
- P. lindrothi Krogerus, 1954
- P. melanopis Hampson, 1905
- P. mulina Schaus, 1894
- P. occluna Smith, 1909
- P. orobia Harvey, 1876
- P. oviduca Guenée, 1852
- P. perforata Grote, 1883
- P. rufula Grote, 1874
- P. saturnus Strecker, 1900
- P. smithii Dyar, 1904
- P. texana Smith, 1900
- P. utahensis Smith, 1887
- P. variabilis Barnes & McDunnough, 1912